# Grb Zakavkaske SFSR
Grb Zakavkaske Sovjetske Federativne Socijalističke Republike je državno obilježje Zakavkaske SFSR (Transkavkaske SFSR). Odredilo ga je izvršno tijelo Zakavkaske SFSR i bio je u uporabi sve do 1936. kada je ova SFSR podijeljena na Armensku SSR, Azerbajdžansku SSR i Gruzijsku SSR. Grb se ne temelji na grbu SSSR-a kao većina ostalih grbova sovjetskih republika. Grb je napravljen u obliku zvijezde i kombinira elemente tri većinska naroda u Zakavkaskoj SFSR Armenaca, Azera i Gruzijaca, kao i simbole islama i komunizma.

## Poveznice
- Grb Armenske SSR
- Grb Azerbajdžanske SSR
- Grb Gruzijske SSR
- Zastava Zakavkaske SFSR